# Knappe (Bergbau)

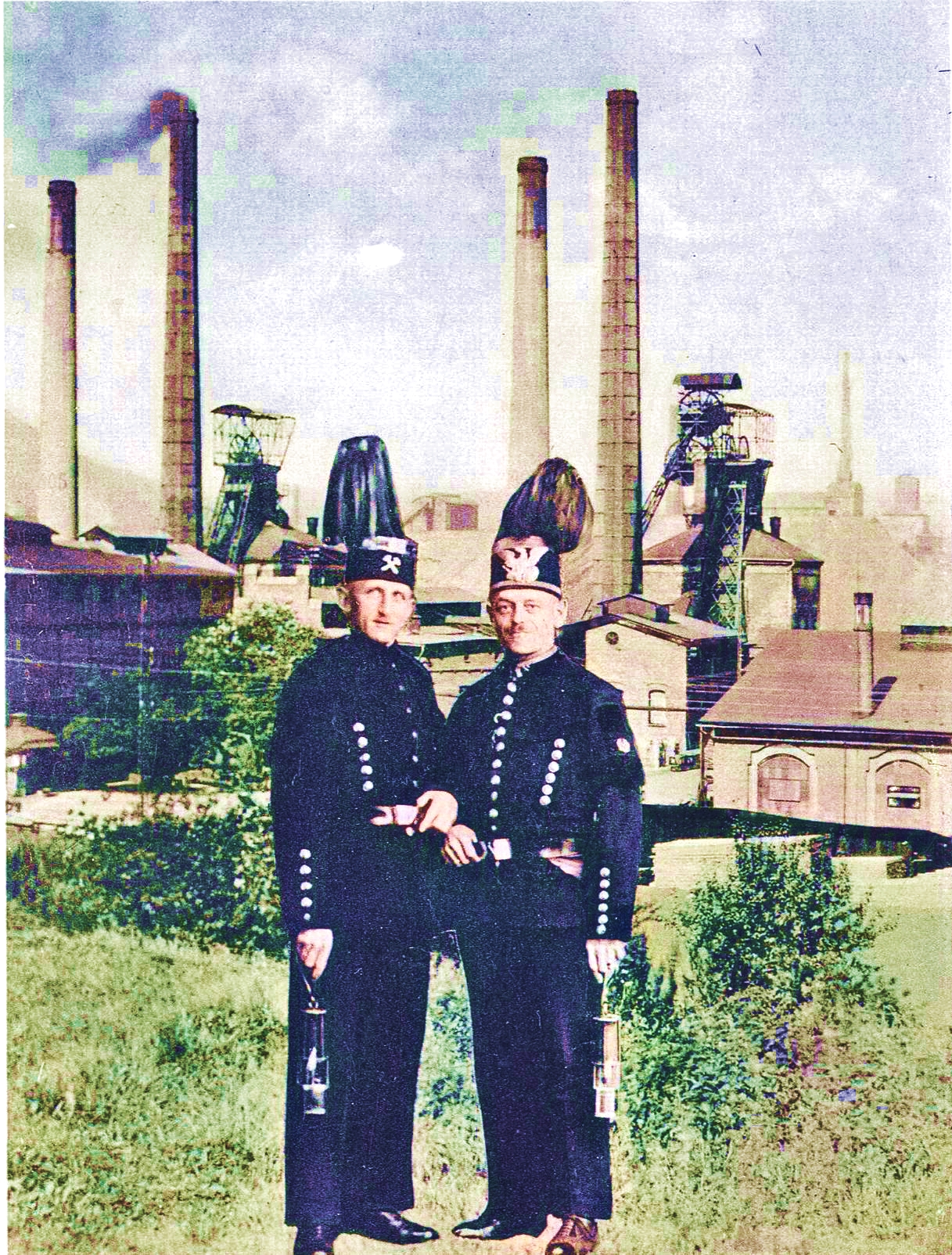
Zwei Bergleute in Knappenuniform, um 1900

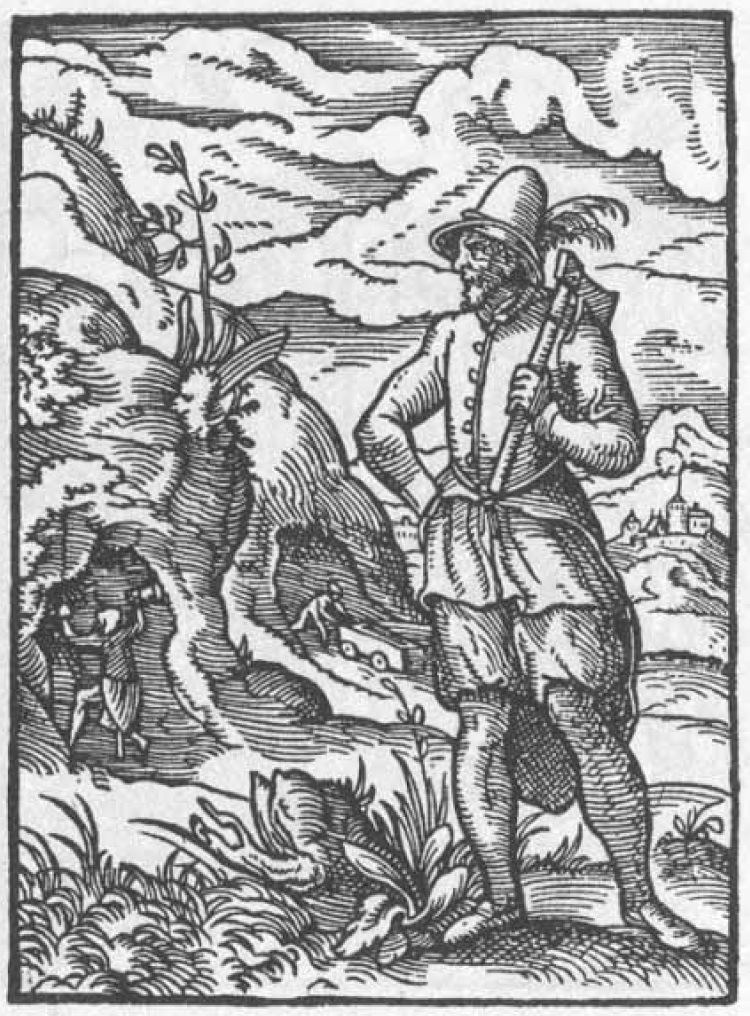
Der Bergknapp (1568)

Als Knappe, oder auch Bergknappe, bezeichnete man früher im Bergbau einen Bergmann, der unter Tage arbeitete. Später wurde dann ein Bergmann, der seine Lehre erfolgreich abgeschlossen hatte, als Bergknappe bezeichnet. Der Beruf Knappe war ein Ausbildungsberuf im Bergbau, die Lehrzeit dauerte drei Jahre.

## Wortherkunft und Anwendung
Abgeleitet wird der Begriff Knappe von Knabe (Junge). Der Begriff Bergknappe wird somit hergeleitet von Bergknabe. Zunächst galt die Bezeichnung Knappe oder Bergknappe nur für junge Bergleute, die zwar keine Grubenjungen mehr waren, aber auch noch keine Häuer waren. Im Laufe der Jahre wurde der Begriff dann verallgemeinert und die Bezeichnung Knappe galt für alle Bergleute. In den einzelnen Bergbausparten gab es für die Knappen noch der Bergbausparte entsprechende Zusätze zur Bezeichnung Knappe. So war ein Knappe im Erzbergbau ein Erzknappe, ein Knappe im Salzbergbau wurde Salzknappe genannt. Die Gesamtheit aller Bergleute, die auf Bergwerken arbeiteten, wurde als Bergknappschaft bezeichnet. Der Verband sämtlicher Bergleute wurde als Knappschaft bezeichnet. Die Knappschaft war somit die Genossenschaft der Knappen. In ihr war ein Unterstützungsfonds integriert, die Büchsenkasse, der Vorläufer der Knappschaftskasse, in die die Knappen Beiträge zur Unterstützung der kranken Bergleute oder der Bergmannswitwen einzahlten. Verwaltet wurde die Büchsenkasse vom Knappschaftsschreiber. Der Begriff Knappschaft wurde später auch zur Bezeichnung aller Berg- und Hüttenleute eines Bergreviers verwendet. Alle acht bis zehn Jahre trafen sich die Knappen zu einer feierlichen Zusammenkunft, diese Zusammenkunft nannten sie Knappschaft halten. Ein besonderes Ehrenzeichen der Knappschaft war die Bergknappschaftsfahne, die den Knappen für ihre treuen Dienste vom Landesherrn verliehen worden war. Die Bergknappschaftsinsignien sind die gekreuzten Werkzeuge Schlägel und Eisen. Aufgrund der sich entwickelnden Knappschaftsregularien wurde die Anwendung neu geregelt. So wurde seit der zweiten Hälfte des 19. Jahrhunderts jeder Berg- und Hüttenmann vereidigt und in das Zechenregister und in die Knappschaftsrolle des jeweiligen Bergreviers eingetragen. Nur eingetragene Berg- und Hüttenleute galten als Bergknappen.

## Knappe als Ausbildungsberuf
Bis zur Änderung des Bergrechtes in der zweiten Hälfte des 19. Jahrhunderts war der Knappe quasi Staatsbeamter. Mit Einführung des Inspektionsprinzips verloren die Knappen sämtliche bisherigen Privilegien. Im Jahr 1940 wurde der „Knappe im Steinkohlenbergbau“ vom Reichswirtschaftsminister als Lehrberuf anerkannt. Außerdem wurden vom Ministerium für diesen Lehrberuf die Ausbildungsinhalte festgelegt. Zusätzlich wurden vom Reichswirtschaftsministerium die Prüfungsordnung für den Lehrberuf Knappe im Steinkohlenbergbau erlassen. Zwei Jahre später wurde ein Berufsbild für den „Knappen im Erzbergbau“, inklusive einer Prüfungsordnung, vom selben Ministerium erlassen. Die Ausbildung dauerte drei Jahre. Ausgebildet wurde sowohl über als auch unter Tage. Am Ende der Ausbildung erfolgt eine Prüfung vor einem Prüfungsausschuss. Nach bestandener Prüfung erhält der Bergmann den Knappenschein. Er darf nun im Schichtlohn beschäftigt werden und, sobald er das 18. Lebensjahr vollendet hat, darf er auch im Gedinge beschäftigt werden. Allerdings darf ein Knappe noch nicht selbstständig bergmännische Arbeiten durchführen, da hierfür ein Hauerschein erforderlich ist. Um diesen zu erhalten, muss der Knappe noch weitere praktische Erfahrung erwerben und an einem Hauerlehrgang teilnehmen, an dessen Ende die Hauerprüfung steht, die er mit Erfolg absolvieren muss.

## Trivia
Der Name der Tagebauarbeitersiedlung Knappenrode, des benachbarten Tagebaurestlochs Knappensee sowie der Straßenname Knappenweg zum Beispiel in den sächsischen Bergstädten Freiberg und Brand-Erbisdorf zeugt von diesem Berufsstand.
Die Spieler des deutschen Fußballvereins FC Schalke 04 werden auch als „Die Knappen“ bezeichnet.